# Upminster (métro de Londres)
Upminster est une station du métro de Londres desservant Upminster.

## Lieux remarquables à proximité

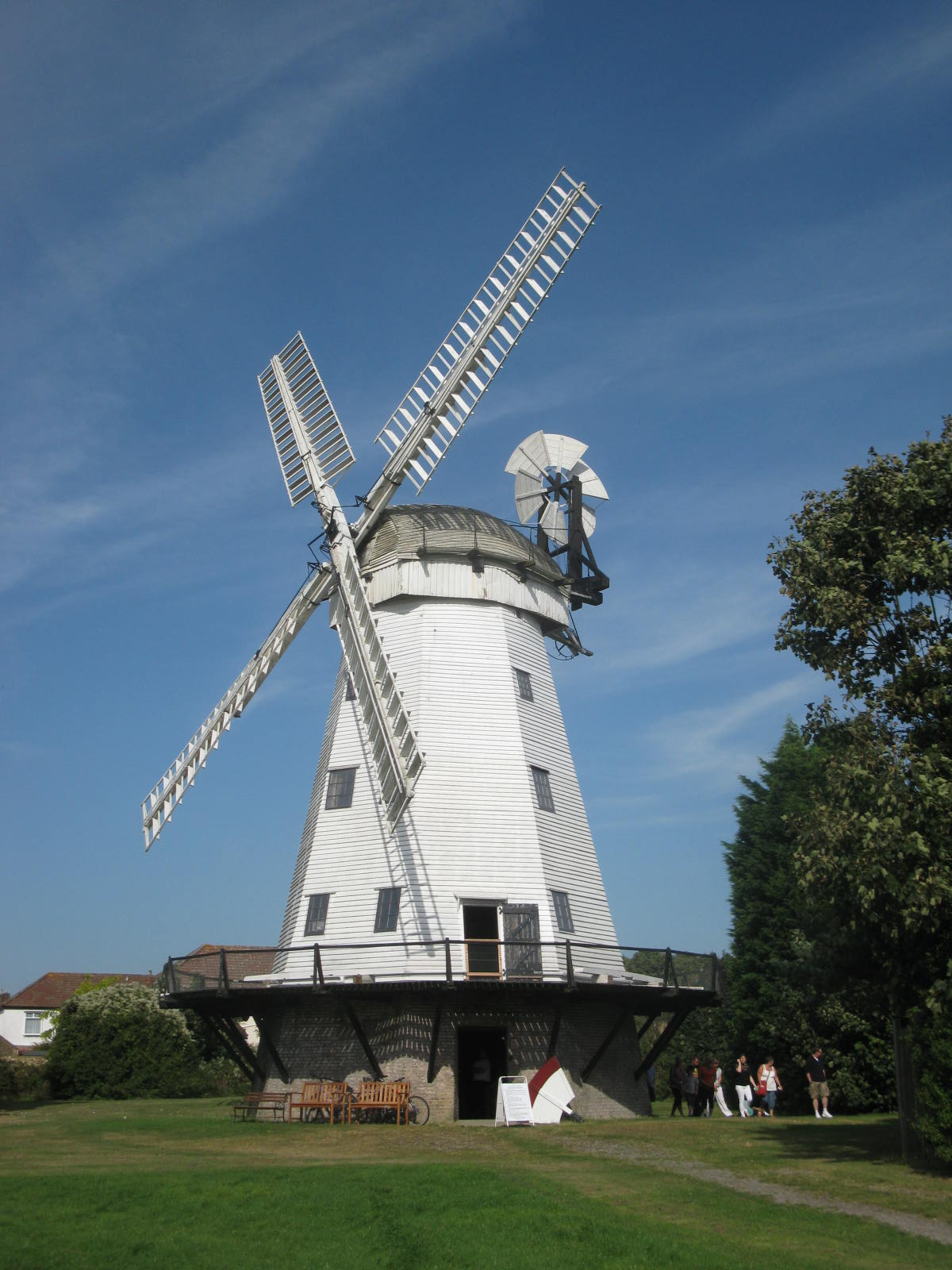
Le moulin à vent à Upminster.

Vers 1 kilomètre à l'ouest de la station, se trouve un moulin à vent historique. C'est un « moulin-blouse », avec un fantail. Construit en 1803, il était connu comme Abraham's Mill après ses propriétaires entre 1857 et 1934. Il est aujourd'hui un musée ouvert au public quelquefois. Les ailes ont été remplacés deux fois : en 1900 et en 2008, après une tempête.